# Línea Segovia-Medina del Campo
La línea Segovia-Medina del Campo fue una línea ferroviaria española de 93 kilómetros de longitud que enlazaba Segovia y Medina del Campo, dando servicio a municipios de las provincias de Segovia y Valladolid. El trazado constituía una prolongación de la línea Villalba-Segovia. Construida a finales del siglo XIX como parte del eje alternativo a la línea Madrid-Hendaya, a lo largo de su existencia tuvo un tráfico modesto.
La línea fue clausurada al tráfico en 1993 por la falta de rentabilidad económica, siendo levantadas las vías en el tramo Segovia-Olmedo. En su lugar se habilitó una vía verde. En la actualidad el tramo Olmedo-Medina del Campo permanece sin servicios comerciales, mientras que parte del trazado ha sido aprovechado para la construcción de la línea de alta velocidad Madrid-Segovia-Valladolid. Los tramos Medina del Campo-Cambiador de Medina y Cambiador de Medina-Bifurcación Olmedo AV están catalogados respectivamente como las líneas 174 y 074 de la RFIG.

## Historia

### Orígenes y construcción
Tras la polémica elección de la ruta del Ferrocarril Madrid-Hendaya abierta en 1864 y en la que se optó por la ruta pasando por Ávila, Segovia aún no contaba con conexión ferroviaria. Para lograrlo, el gobierno subastó el 1 de agosto de 1881 la concesión del ferrocarril de Segovia a Medina a la Diputación de Segovia. La Diputación, a su vez, la transfirió al ingeniero Miguel Muruve y Galán, que se la ofreció a la Compañía de los Caminos de Hierro del Norte de España, aprobándose dicha cesión el 22 de septiembre de 1881. El 4 de julio de 1884 también se adjudicó por subasta la concesión del tramo Segovia-Villalba a Miguel Muruve y Galán. También este tramo fue posteriormente cedido a Norte.
La línea de Medina del Campo a Segovia fue abierta al público el 1 de junio de 1884 por la Compañía de los Caminos de Hierro del Norte de España, habiendo sido completada a finales de abril de ese año. En 1888, se completaba la línea hasta Villalba.

### Explotación
Desde su entrada en servicio constituyó una ruta alternativa al trazado que pasaba por Ávila, aunque su tráfico tuvo un carácter eminentemente local. En 1941, con la nacionalización de toda la red ferroviaria de ancho ibérico, la línea Segovia-Medina del Campo quedó integrada en la red de la recién creada RENFE. Entre las décadas de 1940 y 1960 el trazado vivió su época de apogeo, acogiendo sus vías un importante tráfico de pasajeros y mercancías. Además de ganado, también se transportaban productos como remolacha, abono, granos o lana. En ese contexto se acometió una renovación de la vía y se electrificó totalmente el trazado en 1966. Ello permitió la sustitución de la tracción vapor por trenes eléctricos.
Ya el 12 de agosto de 1947 se había prolongado la electrificación desde Segovia hasta Hontanares de Eresma, tras haber llegado la electrificación a Segovia en 1946. Dicha prolongación había sido identificada como necesaria en la Revista de Obras Públicas de marzo de 1944, para facilitar la rampa entre ambas estaciones con una pendiente de hasta 0.198 milésimas. En ese estudio se propuso como alternativa, asumiendo que Hontanares no tendría la capacidad para facilitar el cambio de locomotora, desplazar el trazado de la línea por el norte de Segovia, algo que nunca se llegó a realizar. Como parte del «Plan Decenal de Modernización» del periodo 1964-1973, se realizan trámites de expropiación para las obras de electrificación del tramo Hontanares-Medina del Campo, completándose la electrificación a 3000 V CC en 1966.
A pesar de haber sido parcialmente renovada en los años anteriores al cierre, el 25 de septiembre de 1993 circuló el último servicio entre Medina del Campo y Segovia, quedando esa parte de la línea clausurada a partir del día siguiente y convirtiendo la estación de Segovia en un Cul-de-sac ferroviario. El cierre parcial se justificó por ser ese tramo altamente deficitario al estimar que en 1992 contaba con unos 21000 viajeros, una media de 57 por día (excluyendo pasajeros procedentes de otros puntos o de transbordos).

### Estado actual
En la actualidad, la línea de alta velocidad de Madrid a Valladolid, que a su vez conecta en la bifurcación de Olmedo con la línea de alta velocidad a Zamora y Galicia pasando por Medina del Campo, restaura la conexión clausurada entre las respectivas estaciones de alta velocidad de Segovia y Medina del Campo, además de ofrecer un acceso por línea de alta velocidad a Madrid y Valladolid. La llegada de la alta velocidad a la nueva estación de Segovia-Guiomar en diciembre de 2007 ha supuesto una reducción de frecuencias en la línea convencional. En el tramo entre la base de mantenimiento de la LAV Madrid-Valladolid, ubicada en Olmedo, y Medina del Campo se instaló una vía de ancho mixto para la realización de pruebas de alta velocidad y cambios de ancho. En esta línea se instaló en el año 2001 el prototipo del cambiador de ancho TCRS1 dual CAF-Talgo.

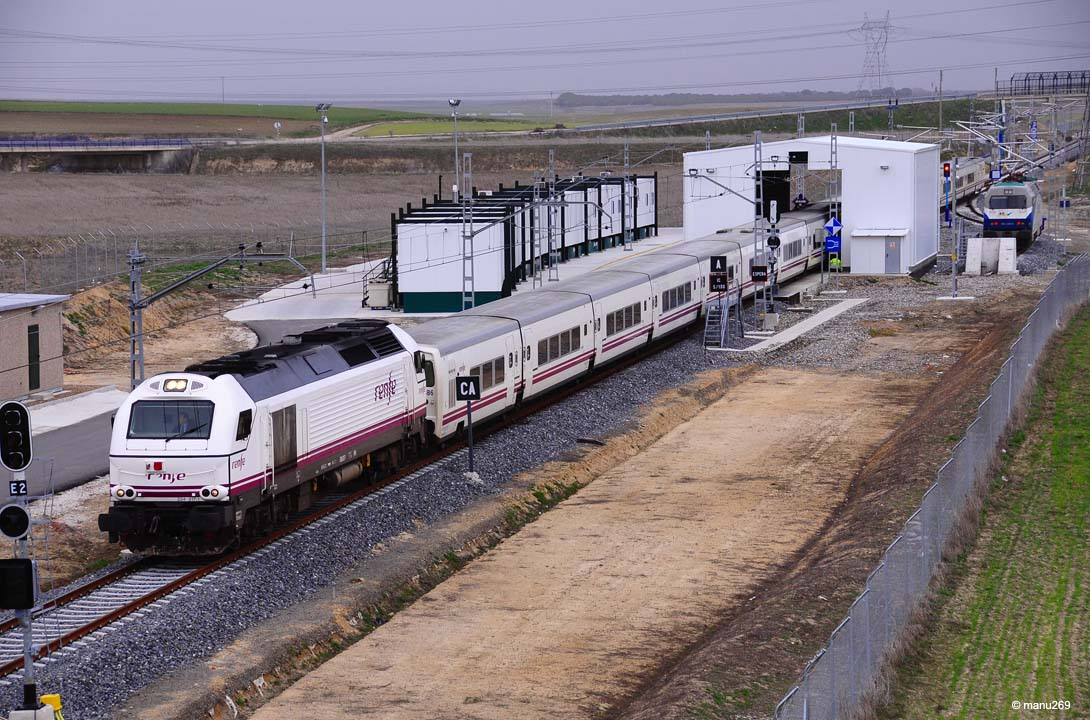
Cambiador de ancho de Medina del Campo, al final del tramo de ancho mixto de la línea entre Olmedo Bifurcación y Medina del Campo

Desde el 2008 y hasta la apertura de la Línea de alta velocidad Olmedo-Zamora-Galicia, se acondicionó el trazado mixto de pruebas entre Medina del Campo y la LAV Madrid-Valladolid (bifurcación Olmedo AV), mediante un nuevo cambiador de ancho en Medina del Campo. De esta forma, se conseguía reducir el tiempo de viaje entre Madrid y Galicia en entre 10 y 15 minutos. Actualmente, este tramo solo es usado para acceso a la base de mantenimiento y no forma parte de la red ferroviaria de interés general.

## Trazado y características
La línea formaba, junto con la línea Villalba-Segovia, un trazado alternativo para el ferrocarril Madrid-Hendaya entre Villalba y Medina del Campo, conectando en ambos extremos con esa misma línea y permitiendo la circulación de trenes de larga distancia con parada intermedia en Segovia o circulaciones desviadas en caso de obstrucción de la línea por Ávila. Tras el cierre del tramo Medina del Campo-Segovia, se mantenía únicamente la conexión con el resto de la red en Collado Villalba.
El trazado entre Medina del Campo y Segovia seguía la cuenca de los ríos Eresma y Zapardiel. Se ejecuta en su momento un trazado de 87 kilómetros, de cual el 87% es en línea recta y el 13% restante lo forman curvas con radios mínimos de 300 metros. Cuenta con 34 kilómetros sin rampa, 32 kilómetros de trazado en rampa con una pendiente inferior a 0,010, 11 kilómetros con pendiente entre 0,010 y 0,015 y una única rampa con pendiente superior, de 0,198, en la entrada a Segovia. Contaba en el momento del cierre con un túnel, cuatro puentes y 12 estaciones en el trazado entre Segovia y Medina. La línea era de vía única y estaba electrificada en su totalidad desde 1966.

## Vía verde
Parte del tramo desmantelado entre Segovia y Olmedo se ha acondicionado como «vía verde», con la denominación "Camino Natural Vía Verde del Valle del Eresma". Forma una senda apta para ciclistas y senderistas de 48 kilómetros entre Segovia y Nava de la Asunción, habiendo sido inaugurado el primer tramo entre Segovia y Yanguas de Eresma en abril de 2014, y el tramo hasta Nava de la Asunción en octubre de 2015. Actualmente ya se encuentra acondicionado, para uso asimismo de senderistas y ciclistas, el tramo de 23 km entre Nava de la Asunción y Olmedo.